# Shawn Harvey
Shawn Harvey (Filadelfia, 31 dicembre 1973) è un ex cestista statunitense.

## Carriera
È stato selezionato dai Dallas Mavericks al secondo giro del Draft NBA 1996 (34ª scelta assoluta).